# Ligyra minerva
Ligyra minerva är en tvåvingeart som beskrevs av Paramonov 1953. Ligyra minerva ingår i släktet Ligyra och familjen svävflugor.
Artens utbredningsområde är Kenya. Inga underarter finns listade i Catalogue of Life.